# Ferkelt Balázs
Ferkelt Balázs (Szekszárd, 1977. május 2. –) magyar közgazdász, tanár, a BGE Nemzetközi Kapcsolatok tanszékének docense.

## Életpályája
Tanulmányait a Külkereskedelmi Főiskolán (közgazdász külgazdasági szakon), az ELTE Bölcsészettudományi Karán (német nyelv és irodalom szakos bölcsész és tanár) és a Pécsi Tudományegyetem Közgazdaságtudományi Karán (okleveles közgazdász gazdálkodási szakon) folytatta. Doktori (Phd) fokozatot 2006-ban szerzett közgazdaság-tudományból a Pécsi Tudományegyetemen. Ezenkívül idegenvezetői szakképesítéssel is rendelkezik.
2000. szeptember óta főállású oktatója a BGE Külkereskedelmi Karának (illetve jogelőd intézményének, a BGF Külkereskedelmi Karának). Főleg európai uniós, (kül)gazdaságpolitikai és nemzetközi pénzügyi tantárgyakat oktat. Az oktatás és kutatás mellett 2006 óta a Külkereskedelmi Kar tanszékvezetője. 2008 és 2016 között  az intézmény kommunikációs és nemzetközi ügyekért is felelős általános rektorhelyettese volt.
2015 és 2018 között a Magyar Nemzeti Bank főosztályvezetője, irodavezetője, igazgatója volt.
Óraadó oktatóként közreműködött a Szegedi Tudományegyetemen (2000-2002), a Pécsi Tudományegyetemen (2001-2003), a Heller Farkas Főiskolán (2003-2008), továbbá azóta is a Sapientia Erdélyi Magyar Tudományegyetem Kolozsvári Karán. A Pécsi Tudományegyetem Földtudományi Doktori Iskolájában a doktoranduszok témavezetője. 

## Közéleti szerepvállalása
A Magyar Közgazdasági Társaság (MKT) Nemzetközi gazdaság szakosztályi elnöke

## Díjai, elismerései
Magyarok Európáért Díj (2017) (Az Európai Bizottság Magyarországi Képviselettől és a Miniszterelnökségtől)

## Nyelvismerete
Angol, francia, német és spanyol nyelvből felsőfokú nyelvvizsgát tett. Olaszul is beszél.